# Pingasa borbonisaria
Pingasa borbonisaria är en fjärilsart som beskrevs av Charles Oberthür 1913. Pingasa borbonisaria ingår i släktet Pingasa och familjen mätare. Inga underarter finns listade i Catalogue of Life.